# Retraite (économie)
Pour les articles homonymes, voir Retraite.
 (septembre 2016).
La retraite est la période de la vie d’un travailleur où, après s’être retiré de la vie active, continue de toucher régulièrement une somme d’argent à titre de pension.
L'essentiel de ses revenus proviendra alors d'une rente le plus souvent viagère, de son patrimoine accumulé au cours de la vie active, d'une aide sociale accordée aux personnes âgées, etc.
Chaque société a ses propres coutumes, éventuellement inscrites dans une loi ou dans la constitution, fixant les conditions dans lesquelles on peut (diverses conditions d'âge, de participation financière à un système légal, état de santé, maternité, handicap, invalidité…) ou même on doit (limite d'âge) prendre sa retraite, et les sommes qui seront versées. Des systèmes de financement sont mis en place dans la plupart des pays, fondés sur :
- l'aide sociale (transferts sociaux) ;
- la solidarité inter-générationnelle (base de la retraite par répartition) ;
- l'épargne (retraite par capitalisation, assurance-vie…)

mélangées en proportions variables.
Dans l’histoire, la retraite était un phénomène rare et court, l'âge de la retraite étant aligné sur l'espérance de vie.

## Historique
Les premiers systèmes de retraite sont connus dès l'Antiquité. En raison de la professionnalisation de l'armée pendant la République les vétérans de l'armée romaine en bénéficient. Lors de la République tardive, des terres leur sont octroyées pour installer des colonies sur les nouveaux territoires conquis, ou sur des terres prétendues publiques en Italie. Sous l'Empire, ils perçoivent une prime de démobilisation d'un montant équivalent à une dizaine d'années de solde.
Sous Auguste, l'Empire romain ne parvient plus à payer les retraites de ses légionnaires. En 23 av. J.-C., le consul Caius Marius propose à Auguste de faire passer de 16 à 20 ans le nombre d'années de service militaire obligatoire. L'empereur crée en outre le Trésor militaire (Ærarium militare), caisse de retraite des légionnaires approvisionnée par une taxe de 5 % sur les héritages et de 1 % sur toutes les ventes.
Au Moyen Âge, dans les abbayes bénédictines, les serviteurs laïques de certaines abbayes percevaient des pensions (en argent ou en nature) lorsque l'âge ne leur permettait plus d'exercer leur charge. Parfois même les veuves pouvaient continuer à percevoir ces pensions. Quelques catégories sociales (religieux, militaires, artisans) bénéficiaient d'une caisse de retraite alimentée par leur confrérie.
Le versement d'une retraite prend son essor en Europe au XIXe siècle, en réponse de Bismarck à l'agitation sociale. Elle se généralise au XXe siècle avec l'allongement de l'espérance de vie.

## Différents systèmes de retraites
Plusieurs grands principes de fonctionnement, qui peuvent être combinés et le sont effectivement en pratique, existent.
Ils font intervenir des contraintes règlementaires (l’État impose le système de retraite) et des décisions personnelles. Les individus, en fonction de leur préférence pour le présent, leur insouciance voire leur irresponsabilité, et par ailleurs la confiance qu’ils ont dans le fonctionnement du système et dans sa gestion (en France, par les partenaires sociaux), peuvent agir sur :
- le choix de la répartition de la consommation au cours de la vie : ils peuvent se constituer une épargne qui complètera leur pension ;
- le choix de leur âge de départ à la retraite dans les limites règlementaires.

Les deux grands axes d'analyse (indépendants) sont,
- d'une part si le régime est organisé en fonction des contributions (à cotisation définie) ou de l'objectif de pension à verser (à prestation définie),
- d'autre part si le régime dispose d'avoirs couvrant les pensions à verser (capitalisation, sous forme de fonds ou de provisions dans le bilan de l'organisateur) ou s'il n'en dispose pas (répartition).

Un régime réel peut combiner des éléments de « cotisations définies » et de « prestations définies ». Il peut, par exemple, fixer les cotisations (cotisations définies), puiser dans la masse ainsi constituée pour alimenter des prestations définies (des minima sociaux, des majorations pour différentes situations…), et répartir le reste. Il peut aussi combiner de la capitalisation et de la répartition (provisionnement partiel).

### Prestations définies ou cotisations définies
Dans un régime à cotisations définies, des règles fixent les montants de cotisation ; ce peut être un simple pourcentage du revenu, ou un montant librement fixé par le cotisant ; des seuils, des plafonds, des bonus et des éléments de dégressivité ou de progressivité peuvent intervenir. Le montant des pensions versées n'est pas a priori connu, et n'est donc pas garanti : il sera constaté au moment de leur paiement, en fonction du rendement constaté des cotisations, du nombre de pensionnés, de leur durée de vie réelle ou prévisionnelle, etc. Pour le calcul des pensions à verser, on se base sur ce que le futur pensionné a accumulé comme droits, en points de retraite ou en devise sur un compte notionnel. Ainsi, les pensions peuvent varier en fonction des conditions économiques et sociales (notamment la démographie) : il y a donc un risque pour le retraité ; les pensions peuvent baisser en terme réel, voire en valeur nominale. Si le régime fonctionne par répartition (voir infra), les pensionnés et les actifs sont solidaires : les retraités voient leur revenu évoluer en fonction des cotisations, donc des conditions économiques.
Un régime à prestations définies vise un montant de pension, et ajuste les versements réclamés aux cotisants en fonction de cet objectif. C'est le cotisant qui supporte l'essentiel des risques. Le risque pour les pensionnés ne disparait pas pour autant, mais il change de nature : si le gestionnaire a pris des engagements qui s'avèrent irréalistes, il peut faire faillite, au risque (pour les retraités) de voir la pension disparaitre purement et simplement (ou, au mieux, de se voir imposer une réduction des pensions). Si le régime fonctionne par répartition (voir infra), les pensionnés et les actifs ne sont pas solidaires : le revenu des retraités est protégé, ce sont les actifs qui, seuls, engrangent les bénéfices d'une croissance plus forte ou subissent les conséquences d'une crise ou d'un choc démographique.

### Retraite par répartition
Les travailleurs actuels payent, par des cotisations sur leurs revenus professionnels, les pensions servies aux retraités du moment ; leurs propres pensions seront payées par les travailleurs futurs. Le système est nécessairement obligatoire et public, la plupart des pays de l'OCDE interdisant ce type de système, même avec une capitalisation partielle, pour les retraites privées.
Des caisses de retraite, souvent par profession, assurent la perception des cotisations (somme éventuellement augmentée d'autres produits : subventions de l'État ou de l'entreprise, compensations inter-caisses…) et le paiement des pensions (diminuées d'autres charges : frais administratifs, compensations inter-caisses…).

### Retraite par capitalisation
Les travailleurs actuels épargnent pour leur propre retraite ; les pensions sont servies aux retraités à proportion du capital accumulé pour eux à cet effet. Le système s'apparente à une forme d'assurance-vie ; il peut être totalement libre ou (partiellement) obligatoire.
Des fonds de pension encaissent des primes d'assurance (éventuellement augmentées d'autres produits : bonification de l'État, participation de l'entreprise…), les convertissent en capital, puis en sens inverse au moment de la retraite convertissent le capital en rente viagère. Cette épargne peut aussi être gérée individuellement, ou dans un autre cadre collectif.
Les sommes en jeu sont considérables, elles se retrouvent en bourse (capital des grandes entreprises cotées), dans le financement des emprunts d'État et autres obligations, et elles conditionnent les pensions de beaucoup de gens (avec des répercussions sociales lourdes en cas de problème). De ce fait, le marché et ses intervenants sont toujours contrôlés par les autorités.

### Différences entre les systèmes par capitalisation et par répartition
Le principe d'une retraite par capitalisation est celui d'une assurance comme une autre, une assurance-dommage par exemple : un agent économique solvable (le plus souvent collectif : société, mutuelle…) garantit le paiement futur à hauteur du capital garanti, en disposant en principe à tout moment de quoi faire face (sous forme de capital propre, d'engagement personnel des sociétaires dans le cadre d'une assurance mutuelle, de contrats de réassurance, etc.). Mais, de même que dans un système d'assurance-dommage classique les primes équilibrent à peu près les sommes versées au titre des dommages, l'essentiel des pensions que verse un fonds de pension provient en réalité des primes que versent les actifs actuels (futurs retraités) au titre de leur future pension, il fonctionne donc pour l'essentiel par répartition. Seule la différence entre les primes et les pensions contribue à la variation de capital du fonds de pension, même si les droits des adhérents sur ce fonds évoluent (les pensionnés diminuent leur part, les futurs pensionnés l'augmentent ; autrement dit les premiers vendent leur capital aux seconds).
Pour qu'un tel système devienne complètement un système par répartition, il suffit de deux choses. D'abord que le flux de cotisations soit exactement égal au flux de dépenses ; cela ne fait plus varier le capital. La disparition du capital peut passer inaperçue, et c'est la seconde chose nécessaire pour donner naissance au système par répartition. Inversement, pour transformer un système par répartition en système par capitalisation, il suffit de doter la caisse d'un capital à hauteur des droits octroyés.
Donc un système par répartition peut (et doit) être considéré comme un fonds de pension par capitalisation dépourvu de capital (de provision, de garantie financière) ; ou, symétriquement, un système par capitalisation peut être considéré comme un système par répartition garanti par une provision à hauteur des engagements dûment constatée.
La différence de principe n'est donc pas si grande, elle a pourtant des conséquences pratiques importantes :
- un système par répartition est nécessairement obligatoire, et il est  (les lois et règlements imposent[réf. nécessaire] un provisionnement à 100 % des régimes de retraite facultatifs, c'est-à-dire exigent qu'ils fonctionnent par capitalisation—au moins sur le plan collectif, en revanche du point de vue de chaque participant le lien entre ses versements et sa pension peut être assoupli). Inversement un système par capitalisation peut rester facultatif ; mais il peut aussi être obligatoire en tout ou partie, si on souhaite exiger des travailleurs qu'ils prennent des dispositions pour assurer leur propre retraite, ou encore si on souhaite utiliser le système comme support pour des politiques de redistribution.
- Un système par répartition peut fonctionner sans capital, au contraire un système par capitalisation ne peut rien verser tant que son capital n'est pas complètement constitué. Un État désargenté peut donc empocher le capital en remplaçant un système par capitalisation par un système par répartition (c'est ainsi que le Régime de Vichy donna naissance au système français actuel en 1941) ; on peut également créer un système par répartition immédiatement fonctionnel par une simple décision, sans délais et même dans des circonstances difficiles.
- Pour des versements identiques, la capitalisation ajoute les revenus éventuels du capital et les éventuelles plus-values…
- … mais le capital représente une tentation pour les escrocs et les gouvernements chroniquement désargentés. Il peut aussi se perdre en cas de mauvaises affaires, de crise, de faute de gestion voire de fraude des gestionnaires[a]. Le système par capitalisation peut donc totalement ou partiellement se transformer en système par répartition, ce qui à l'extrême (perte de capital trop importante par rapport aux engagements de pensions) le conduirait à la faillite à moins d'obtenir une mesure compensatrice (réduction des engagements de pensions par exemple). Sans aller jusque-là, la disparition d'une fraction du capital réduit en proportion le bonus de revenu que ce capital représente, donc réduit l'avantage du fonds par rapport à ses concurrents ou un système par répartition.

Ce dernier risque est réel, des cas se produisent régulièrement[réf. souhaitée]. Il constitue la principale critique contre la retraite par capitalisation : on met ainsi en avant le cas des ménages américains qui se sont retrouvés sans pension à la suite de la faillite d'Enron. La crise financière de 2008 a également renforcé les critiques contre des pensions de retraites qui dépendraient de la fluctuation boursière.
Pour l'éviter, il convient que l'épargne soit placée sur des produits sûrs ; les gestionnaires des fonds de retraite placent généralement les fonds de retraite en diversifiant leurs placements et en investissant sur des produits à rendement et risque élevés pour les jeunes salariés (actions), et des produits de moins en moins risqués (obligations) au fur et à mesure que la date de la retraite approche (gestion intertemporelle optimisée).

#### Différences macroéconomiques
Pour les États, la fondation d'un système par répartition compense la destruction d'un système par capitalisation, destruction dont ils sont responsables (en Europe) par l'inflation et les deux guerres mondiales, mais qui peut se produire même dans un environnement stable par fraude ou crise. Cela permet de pallier les conséquences sociales, mais ne remplace pas le capital absent.
Si ce capital n'existe pas, l'économie générale du pays en souffre. Si ce capital existe, il est aux mains des futurs pensionnés dans le cas de la capitalisation, ce qui leur est favorable (au détriment des autres capitalistes) et a des conséquences industrielles : détenteurs d'une part importante du capital des sociétés cotées, les fonds de pension ont une influence sur les politiques de ces sociétés (localisation, politique sociale, arbitrage entre court terme et long terme, gestion…). Inversement, en cas de système par répartition,  est dans d'autres mains, riches nationaux ou étrangers : fonds souverains, fonds de pension étrangers ; par exemple, la part du capital des sociétés du CAC 40 détenue par les fonds de pension américains a été estimée entre 28  et   40 %. Il en résulte des craintes sur l'équilibre économique entre l'Union européenne et les États-Unis, qui nourrit des inquiétudes sur la souveraineté des États européens[pas clair].
Au niveau de l'économie générale, les différences sont plus discutées. Elles dépendent de quantités de facteurs, liés à la démographie (même pour la capitalisation), aux variations du taux d'épargne (la capitalisation s'ajoute-t-elle ou se substitue-t-elle aux autres épargnes ?), au niveau de croissance, au type de placement utilisé pour une capitalisation, aux risques (dont celui d'instabilité politique), etc. Un système par capitalisation permet d’augmenter la quantité d’épargne d’un pays, et donc de financer davantage d’investissement, ce qui augmente la productivité et donc les revenus totaux à long terme ; mais elle réduit la consommation[réf. nécessaire], donc la demande, donc l'attrait des investissements, pour un effet inverse. Globalement, la capitalisation serait au pire neutre par rapport à la répartition, au mieux légèrement favorable, donc en accroître la part serait un pari sans risque.
Le débat porte également sur le terrain politique. À gauche, les critiques sont vives contre le système par capitalisation, qu'on accuse notamment de déstabiliser la répartition par réduction de ressources et on y préfère nettement la répartition. On reproche également au système par capitalisation de creuser les inégalités car favorisant les personnes ayant les moyens d'épargner pour leur retraite alors que le système par répartition est présenté comme un système de solidarité générationnelle. De l'autre côté du spectre politique, les positions sont moins tranchées.

### Cas particulier des systèmes octroyés
Dans ce genre de système, l'employeur finance par lui-même et grâce à l’ensemble de ses revenus, les retraites de ses anciens employés.
C’est le cas des pensions de retraite des fonctionnaires de l’État français : l’État ne cotise pas pour les retraites des fonctionnaires ; il peut les financer au moyen de tous ses revenus (impôts, taxes…). On considère qu’il n’y a pas de risque de financement pour l’État, et donc qu’il n’est pas nécessaire pour l’État de se constituer une épargne de précaution, bien que les exemples de la Grèce ou encore de l'Argentine démontrent le contraire.

## Systèmes de retraite par pays
Devenue une perspective très probable pour chaque individu, la retraite engendre des incertitudes du fait de son horizon inhabituellement lointain (plusieurs dizaines d'années).
L’augmentation de l’espérance de vie pose la question du financement des retraites. Une majorité des États de l'Union européenne, sauf l'Allemagne, l'Italie (57 ans), et la Grande-Bretagne où l'âge légal de la retraite est fixé à 60 ans ont fait le choix de retarder les départs à la retraite (situé dans la majorité des pays européens à 65 ans). Cependant, la moyenne pour l'Union européenne est fixée à 59,9 ans en raison des différences de régimes et du taux de travail des séniors qui reste peu élevé,. Par ailleurs, l’entrée sur le marché du travail se fait plus tard, avec l’augmentation de la durée des études.
Les systèmes en vigueur sont très variés, avec une combinaison en part variable de solidarité nationale (assurant une pension minimale) financée par l'impôt, de répartition, et de capitalisation (élément dont l'importance est en général plus grande dans les pays anglo-saxons).

### En Europe

Système principalement :
par répartition à prestations définies (PAYG DB)
par cotisations définies notionnelles (NDC)
par points
privé (privé DB ou NDC)

#### Belgique
Une notion bien souvent utilisée en Belgique dans les débats sur les retraites (appelées pensions) est celle des "trois piliers de la pension", auxquels nous pouvons ajouter un quatrième moins souvent cité.
Le premier pilier constitue les pensions légales payées par l'État. Le financement de ces pensions est assuré par les cotisations sociales prélevées auprès des employeurs et des travailleurs et est basé sur le principe de répartition (les cotisations d'aujourd'hui payent les pensions d'aujourd'hui et les cotisations de demain payent les pensions de demain).
Le deuxième pilier correspond aux pensions complémentaires financées par des cotisations patronales extralégales versées auprès d'assurances-groupes ou de fonds de pension. L'employeur conclut ici un contrat, lequel prévoit chaque année le versement d'une cotisation de pension complémentaire pour les salariés. Les primes versées par l'employeur peuvent être complétées par une cotisation des travailleurs qui peuvent ainsi se constituer un patrimoine complémentaire. Quant aux travailleurs indépendants exerçant leur activité en personnes physiques, ils pourront aussi profiter du 2e pilier par le biais de la pension libre complémentaire pour travailleurs indépendants (PLCI). Dans ce cas, ils financeront eux-mêmes leur retraite, en étant encouragés par l'État. Cet encouragement prend la forme d'une réduction de l'impôt retenu sur leurs revenus professionnels.
Le troisième pilier représente les pensions complémentaires individuelles (épargnes pensions, assurance vie, etc.).
Le quatrième pilier reprend le patrimoine que l'on constitue soi-même pour ensuite en tirer profit : le financement de sa propre maison, l'achat d'une résidence secondaire, les propriétés dont des revenus locatifs sont tirés, la valeur de sa propre entreprise, les plans de stock-options de ceux qui travaillent dans une multinationale, les comptes d'épargne, les portefeuilles de titres contenants actions et obligations. Le terme 4e pilier en tant qu'outil particulier de financement de la retraite n'est pas accepté par tous. En effet, quelle que soit sa nature, l'épargne personnelle acquise au long d'une vie n'a pas pour but unique de financer la retraite, au contraire des 3 premiers piliers dont l'appellation n'existe que parce qu'ils financent une retraite et rien d'autre.

#### France
La retraite par répartition est l'héritière des systèmes d'assurance mutuelle entre travailleurs, adossés aux syndicats. Mais jusqu'en 1936, il n'y avait pas de revendication forte pour la mise en place d'un régime légal commun[réf. nécessaire], comme institué en Allemagne à la fin du XIXe siècle. La CGT elle-même, puissante à l'époque, préférait une augmentation de salaire immédiate plutôt qu'une hypothétique retraite, parce que l'âge d'accès à cette retraite serait de 65 ans tandis que l'espérance de vie moyenne des ouvriers était d'environ 50 ans, et que les rares vieux invalides pouvaient être pris en charge par des caisses professionnelles, qui s'étaient développées parallèlement aux syndicats et avec les mêmes hommes au cours du XIXe siècle. Des accords professionnels, par branche voire par entreprise (comme à la SNCF), mettaient en place des règles, telles qu'un âge de départ et, surtout, une cotisation des employés avec contribution de l'employeur.
C'est avec la forte inflation et la crise économique des années 1930 que les systèmes de retraite par capitalisation ou épargne montrent des limites.
Le régime de Vichy reprend l'exemple allemand, celui de Bismarck, pour la stabilité sociale (garantir une retraite à l'ouvrier pour l'associer à l'ordre social et couper l'herbe sous le pied des révolutionnaires) et celui d'Hitler pour le contrôle des syndicats (prendre le contrôle de leurs ressources financières) : par la loi du 14 mars 1941, le secrétaire d'État au travail René Belin institue la retraite par répartition.
La nouvelle IVe République en garde certains principes, mais les branches professionnelles reprennent leur autonomie : à côté du nouveau régime général, les régimes spécifiques sous contrôle paritaires (égalité employés-employeurs) perdurent et même se développent.
Cette autonomie reste possible tant que les caisses sont financièrement saines, mais elle ne résiste pas à la montée du chômage et surtout au choc démographique : conçu pour consommer la totalité des ressources apportées par le plein emploi en faveur de retraités peu nombreux, le système devient déficitaire et cesse d'être réellement par répartition. La croissance molle ne permet plus d'absorber spontanément la hausse de la somme des pensions promises, et la voie de la hausse des cotisations est bloquée par le chômage qu'elles provoquent. Le choix de recourir à l'emprunt creuse le « trou de la sécu », et il faut faire appel au contribuable. L'État, qui a lui-même contribué à la dégradation des comptes, se pose en sauveur, mais désormais les flux monétaires de la Sécurité sociale seront soumis à une loi spécifique, en échange de quoi l'État met à contribution le contribuable via la CSG et la CRDS.
Le système par répartition est prépondérant en France, il est géré par une quantité d'organismes dits "Caisses de retraite" ou "Caisses d'assurance vieillesse", avec deux étages.
- la retraite de base des salariés (à l'exception des fonctionnaires d'État) est assurée par l'ensemble des caisses sous l'égide de la sécurité sociale (ou retraite du régime général)[19]. Les cotisations sont abondées par des subventions de l'État, elles-mêmes alimentés par des impôts créés pour ce motif (une partie de la CSG et de la CRDS)[réf. nécessaire].
- des caisses paritaires pour la retraite complémentaire des salariés ou des cadres ou plus généralement professionnelles pour les travailleurs indépendants[réf. nécessaire] alimentées par des cotisations portant sur la part des revenus dépassant le plafond de la Sécurité sociale (3 086 € mensuels en 2013).

En 2008, la part du PIB consacré au financement des retraites était de 13,8 %. Mais le ratio actifs cotisants/retraité est passé de 4 en 1960 à 1,8 en 2010 ; et il serait de 1,2 en 2050. Par ailleurs, force est de souligner qu'à 60 ans, l'espérance de vie moyenne est de 82 ans. La réforme proposée en 2010 sur le départ à la retraite à 62 ans permettrait de réduire le déficit des cotisants, de 15 milliards€ en 2020 sur 40 et de 37 milliards en 2050 sur 97.
En 2010, le gouvernement français qui avait prévu une simple réflexion en vue d'une réforme ultérieure (après 2012), avance son calendrier sous la pression de la crise et fait passer une loi réformant le système en faisant passer l'âge légal de départ à la retraite de 60 à 62 ans.
En 2023, le décret élevant l'âge légal de départ à la retraite à 64 ans a été publié au Journal officiel,,.

#### Espagne
En Espagne, l'âge théorique du départ de la retraite est fixé à 65 ans. Fin janvier 2010, le gouvernement socialiste de José Luis Rodríguez Zapatero, a proposé de retarder cet âge à 67 ans. Le Pacte de Tolède de 1995 garantit cependant que la majeure partie de salariés peuvent partir avant.

#### Allemagne
En Allemagne, si la retraite se fait traditionnellement par répartition, une dose plus large de capitalisation a été introduite en 2001, mais cette réforme est freinée par le fait que la retraite par répartition reste plus avantageuse que dans les pays voisins. Un salarié allemand qui part avec 35 ans de cotisation à 63 ans ne subit une décote de 7 % alors que dans la même situation, le système de retraite en France lui imposera une décote pour années manquantes de 5 % par année, soit 10 % en 2010 et 20 % après la réforme des retraites en 2010.

### États-Unis
Aux États-Unis, le système des retraites par répartition, qui fait partie de la Sécurité sociale (en anglais Social Security), a été fondé pendant le New Deal des années 1930 sous la présidence de Franklin Roosevelt[réf. nécessaire]. La Grande Dépression qui commença en 1929 mit en difficulté la retraite par capitalisation. Le système de retraites a été créé dans le but de protéger les personnes âgées contre la misère. En 2005, ce système fournit plus de la moitié de leurs revenus aux deux tiers des retraités du pays[réf. nécessaire]. Au début de son second mandat, George W. Bush a souhaité mettre en place une semi-privatisation, ce qui a provoqué l'opposition de l'AARP, organisation représentant 35 millions de retraités américains. Le projet a été rejeté par le Congrès.
La crise de l'aviation civile qui a fait suite aux attentats du 11 septembre 2001 a conduit à la faillite de plusieurs compagnies aériennes américaines et au remplacement du régime de retraite des pilotes de ligne par la garantie minimale de quelques centimes par dollar de la Pension Benefit Guaranty Corporation (en). Chesley Sullenberger qui a alerté le 24 février 2009 la Commission des transports de la Chambre des représentants des États-Unis sur les conséquences pour la sécurité aérienne de la forte dégradation des conditions salariales de son métier rapporte que l'aura des pilotes de ligne, auparavant située un cran derrière les astronautes, s'est retrouvée de ce fait juste au-dessus des conducteurs de bus mais que la retraite des conducteurs de bus était meilleure.

### Chili
Au Chili, l'économiste José Piñera a réalisé une transition d’un système par répartition à un système par capitalisation.

### Inde
Il existe trois piliers majeurs au système de retraite indien : l'aide sociale solidaire appelée Programme national d'aide sociale (NSAP) pour les personnes âgées pauvres, la pension des fonctionnaires et les programmes de retraite à cotisations définies obligatoires gérés par l' Organisation du fonds de prévoyance des employés de l'Inde pour les employés du secteur privé et les employés des entreprises publiques, ainsi que plusieurs plans volontaires. Il existe également plusieurs régimes de retraite volontaires publics et privés. L'âge actuel de la retraite est de 60 ans pour les fonctionnaires et de 65 ans pour les salariés du secteur privé. Le système de retraite indien constitue un élément majeur de la sécurité sociale en Inde.

#### Régime de retraite unifié des fonctionnaires
Les fonctionnaires entrés en service avant 2004 ont droit au Régime de retraite de la fonction publique et à la Caisse générale de prévoyance. Ces deux régimes ont été créés respectivement en 1972 et 1981. Il s'agissait d'un système à prestations définies auquel les employés ne contribuaient pas et dont la retraite était financée par le budget général de l'État. Pour avoir droit à une retraite, il fallait avoir au moins dix ans de service et l'âge de la retraite était de 58 ans. Le retraité percevait une pension mensuelle égale à 50 % de son dernier salaire. En raison de la lourde charge financière que ce système faisait peser sur les finances publiques, il a été supprimé pour les nouveaux fonctionnaires à partir de 2004 et remplacé par le système de retraite unifié. Le système de retraite unifié est un système de retraite pour les fonctionnaires en Inde, qui remplace l'ancien régime de retraite à prestations définies et non capitalisé. Dans le système de retraite unifié, un fonctionnaire cotise 10 % de son salaire tandis que le gouvernement cotise 18 % chaque mois en son nom. Après la retraite, le fonctionnaire perçoit 50 % de son salaire de base correspondant à la moyenne des 12 derniers mois précédant la retraite. La pension est indexée sur l'inflation et augmente chaque année.

#### Caisse de prévoyance et régime de retraite obligatoires de l'État
Ce régime obligatoire fait partie du Système de sécurité sociale en Inde et couvre tous les salariés du secteur privé et des entreprises publiques. Il est géré par l'organisme de sécurité sociale, l'Organisation de la Caisse de prévoyance des salariés (EPFO). Dans ce système, le salarié cotise à hauteur de 10 à 12 % de son salaire mensuel, son employeur verse un montant équivalent, soit une cotisation totale de 20 à 24 % du salaire brut du salarié, tandis que l'État verse 1,16 % supplémentaire, soit un total de 25,16 % du salaire brut du salarié. Les cotisations sont destinées à la caisse de prévoyance obligatoire, au régime de retraite obligatoire et à un régime obligatoire d'assurance invalidité et vie. Le fonds de pension bénéficie d'une garantie souveraine et est considéré comme un investissement extrêmement sûr. Le rendement annuel est fixé par le gouvernement et se situe généralement entre 8 % et 9 %. En 2025, le taux d'intérêt annuel est fixé à 8,21 %. Le salarié retire le capital versé à la caisse de prévoyance, ainsi que les intérêts accumulés, lorsqu'il atteint l'âge légal de la retraite. En cas de décès ou d'invalidité permanente pendant le travail, la personne à charge reçoit une pension mensuelle tout au long de sa vie. La plupart des employés retraités achètent une rente viagère ou un plan de retraite avec le montant forfaitaire auprès des banques publiques ou des compagnies d'assurance, ce qui leur fournit un montant de pension mensuel proche de 50 % de leur dernier salaire à vie.

### Chine populaire
Le système de pension de Chine populaire s'appuie sur deux systèmes de pension : un rural et un urbain. Le programme urbain doit être lancé en juillet 2011 pour concerner 60 % des villes et des districts fin 2011 et 100 % en 2013. Le programme rural a été lancé en 2009. Les assurés bénéficiaires de ces programmes seront les groupes à faible revenu. La pension augmente à partir de 60 ans.

### Autres pays
À la fin de l'année 2006, 28 pays avaient mis en place un système de retraite par capitalisation :
- 11 en Amérique latine (notamment le Chili, où celle-ci est obligatoire depuis la dictature de Pinochet[34]),
- 12 en Europe centrale et orientale ;
- 5 dans le reste du monde[35]. L'Argentine, qui avait instauré ce système dans les années 1990, sous Carlos Menem, est cependant revenue à un système de retraites par répartition en 2008 à la suite d'une réforme du gouvernement de Cristina Kirchner[34].

## Vie au cours de la retraite
Bien plus qu’une question d’argent et de planification financière, se préparer pour « la vie de retraité » nécessite également une préparation psychologique. La sécurité financière apporte certes la quiétude, mais elle ne règle pas tout. Peu importe les projets ou les voyages que l’on compte réaliser, la retraite nous oblige à nous redéfinir : du jour au lendemain, la routine où s’inscrivait un certain nombre d'habitudes disparaît. Par exemple, on se demande comment on occupera notre temps et comment on pourra continuer de se sentir utile. Comme le travail occupe une très grande partie de notre vie, même ceux et celles qui attendaient avec impatience la retraite devront s’adapter à leur nouveau rythme de vie, trouver des projets dans lesquels ils se sentiront accomplis, s’investir dans de nouvelles sphères de la société, etc..
Les retraités peuvent choisir de se déplacer vers des lieux géographiques dont le climat est considéré comme plus agréable. Par exemple aux États-Unis en Floride, et en France sur la Côte d'Azur. Ils sont de plus en plus nombreux à s'installer au moins partiellement à l'étranger (par exemple, les retraités français apprécient le Maroc ou le Portugal). Aux États-Unis, le phénomène de migration des retraités est important et on appelle « Snowbird (en) » les retraités des États du Nord qui choisissent d'aller dans le Sud tous les hivers ou de s'y installer définitivement pour leur retraite.
Une partie des retraités s’installent dans des maisons de retraite.